# アオテンナンショウ
アオテンナンショウ（青天南星、学名:Arisaema tosaense）は、サトイモ科テンナンショウ属の多年草。
和名のとおり植物体全体が緑色、仏炎苞舷部が半透明で先端が細長く糸状に伸びる。小型の株は雄花序をつけ、同一のものが大型になると雌花序または両性花序をつける雌雄偽異株で、雄株から雌株に完全に性転換する。

## 特徴
地下に扁球形の球茎があり、球茎上部から根を出す。植物体全体が緑色で、高さは70-100cmになる。ふつう偽茎部は葉柄部や花序柄より長い。葉はふつう2個ときに1個つき、葉身は鳥足状に7-15個に分裂し、小葉間の葉軸は発達する。小葉は楕円形から長楕円形で、長さは7-25cm、縁は全縁ときに不ぞろいな鋸歯があり、小葉の先端は急に細まり、ふつうは更に糸状に伸びて垂れ下がる。
花期は、5-6月。花序は葉の展開より遅れて開く。花序柄は長さ5-7cmで、葉柄部より短い。仏炎苞は緑色から淡緑色、白い条線は目立たず、半透明になる。まれに紫色をおびる仏炎苞をもつ個体がある。仏炎苞筒部は上に向かって広がり、筒部口辺部はやや開出して耳状になり、仏炎苞舷部は三角状の卵形で、先端はしだいに細まって糸状に長く伸びて下方に垂れ、ときに長さ40cmに達する。花序付属体は柄があり、太い棒状で長さ6.5-10cm、先端はしばしば棍棒状に太まって径6-10mmになる。1つの子房中に4-10個の胚珠がある。果実は秋に赤熟する。染色体数は2n=28。

## 分布と生育環境
日本固有種。本州の岡山県、瀬戸内海の淡路島・厳島・周防大島、四国、九州の大分県に分布し、山地の林下に生育する。

## 名前の由来
和名アオテンナンショウは、「青天南星」の意で、植物体全体が緑色のテンナンショウであることによる。
種小名（種形容語）tosaense は、「土佐の」の意味。高知県の横倉山および鳥形山で採集された標本によって、牧野富太郎 (1901) によって新種記載された。

## 近縁の種
本属の、同じマムシグサ節 Sect. Pistillata のマムシグサ群 A. serratum group に属する、キシダマムシグサ Arisaema kishidae Makino ex Nakai (1917)とは、分布域が近畿地方西部を接点として西側に隣接し、仏炎苞舷部の先端がしだいに細まって糸状に伸びること、および小葉のつき方が似ている。しかし、本種は、仏炎苞、花序付属体、花序柄の色が緑色で異なること、偽茎部の下側につく第一葉と上側につく第二葉の大きさが明らかに異なること、小葉の個数が7-15個と多いこで異なり、区別できる。また、同じマムシグサ群 A. serratum group に属し、四国の愛媛県西部の低地に分布するエヒメテンナンショウ Arisaema ehimense J.Murata et J.Ohno (1989)に似るが、同種の偽茎部は葉柄部の3-4倍の長さがあり、仏炎苞は不透明で白い条線があることで異なる。同種は本種とカントウマムシグサ Arisaema serratum (Thunb.) Schott (1832)の交雑起源の種といわれている。

## 交雑種
- ユキモチアオテンナンショウ Arisaema sikokianum Franch. et Sav. × A. tosaense Makino (1962)[13] - ユキモチソウ×アオテンナンショウ[13]
- 大分県では、本種とカントウマムシグサ A. serratum との間での大規模な交雑が進んでいるという[4]。
- 愛媛県、高知県では、本種とウワジマテンナンショウ Arisaema undulatifolium Nakai subsp. uwajimense T.Kobay. et J.Murata (2003)[14]との交雑が報告されている[1][15]。

## ギャラリー

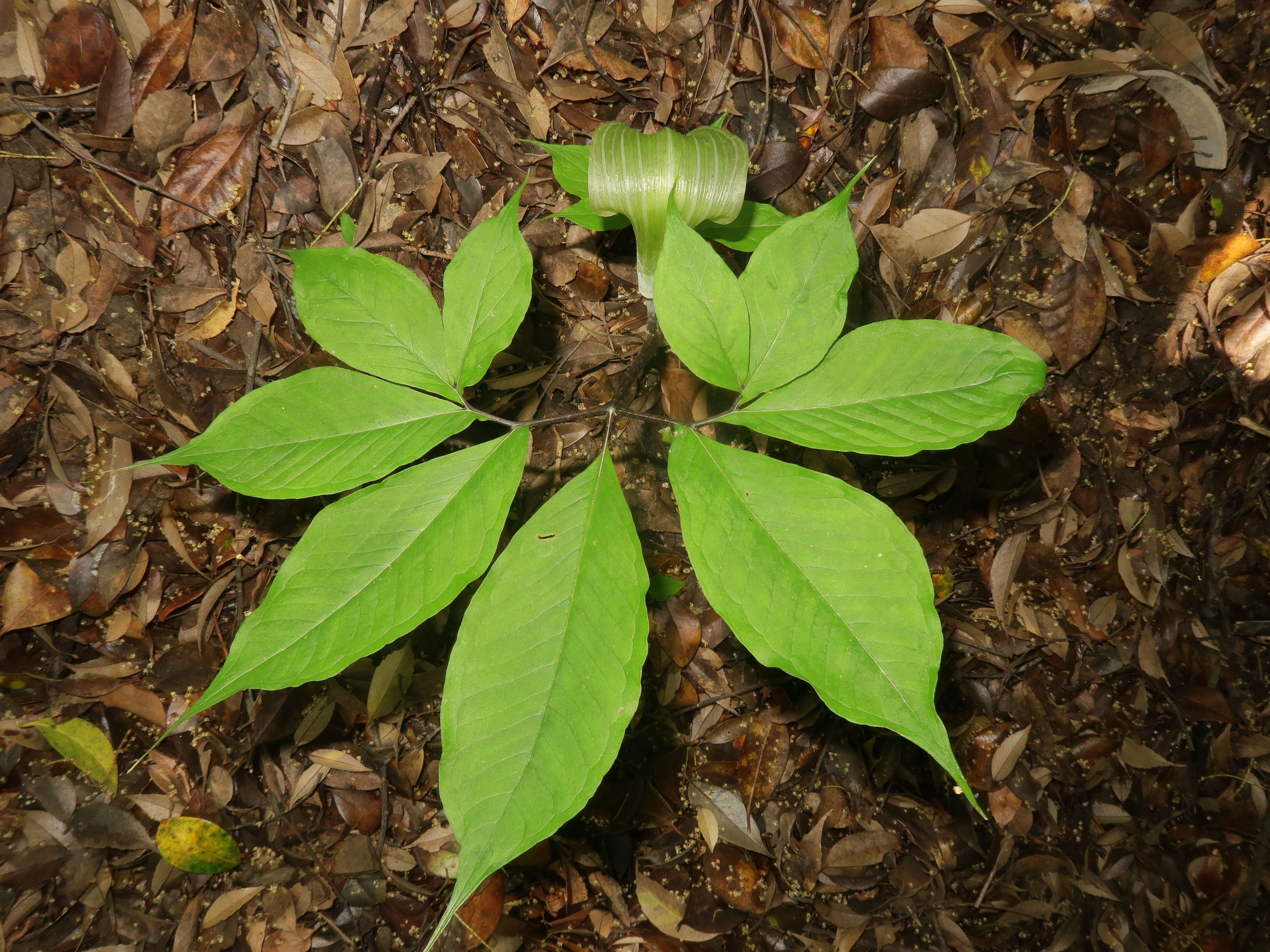
この個体の葉は2個。第一葉の小葉は鳥足状に9個に分裂、縁は全縁、小葉間の葉軸は発達する。
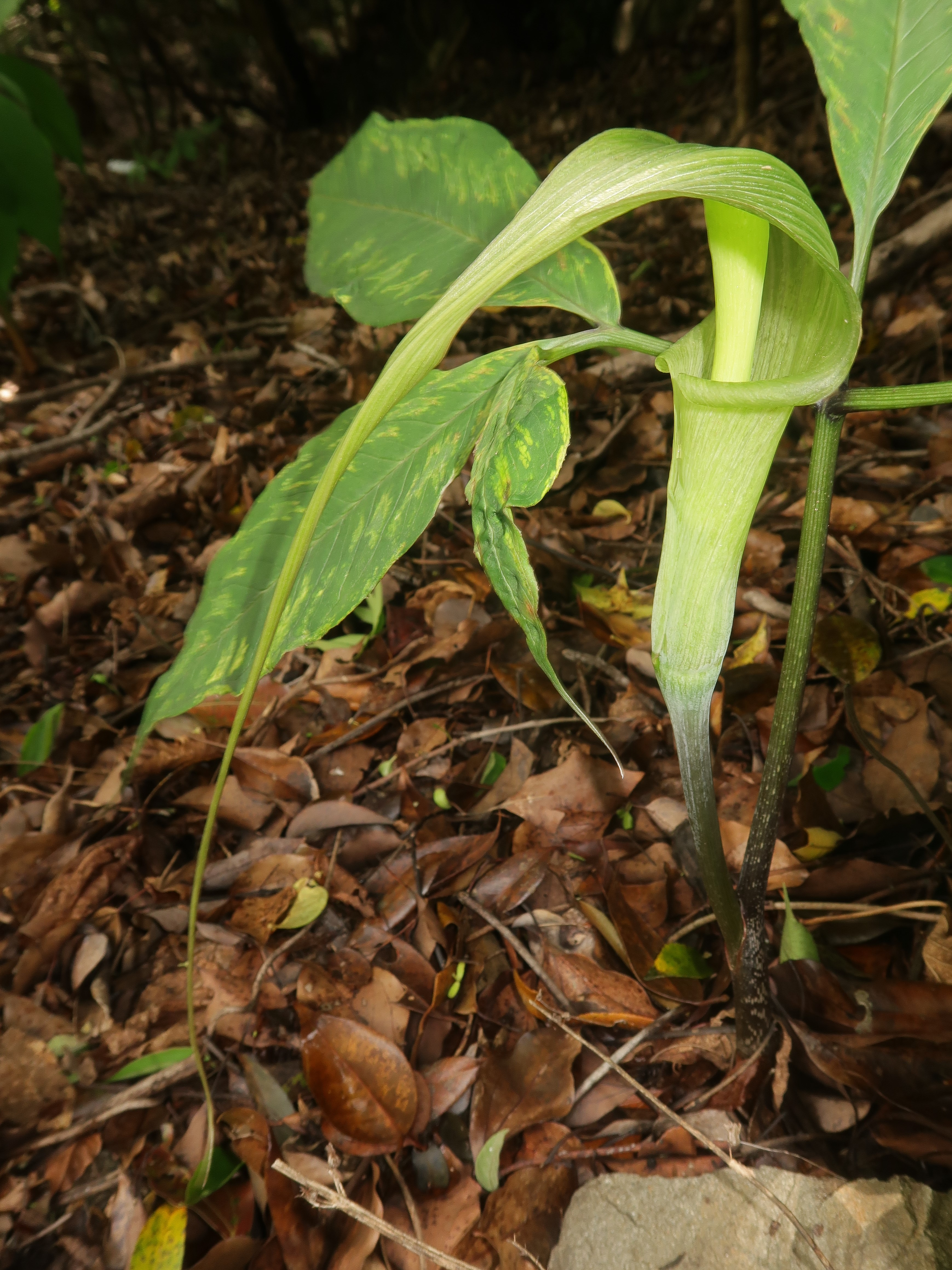
仏炎苞は緑色、白い条線は目立たず、半透明になる。仏炎苞筒部は上に向かって広がり、筒部口辺部はやや開出して耳状になり、仏炎苞舷部の先端はしだいに細まって糸状に長く伸びて下方に垂れる。
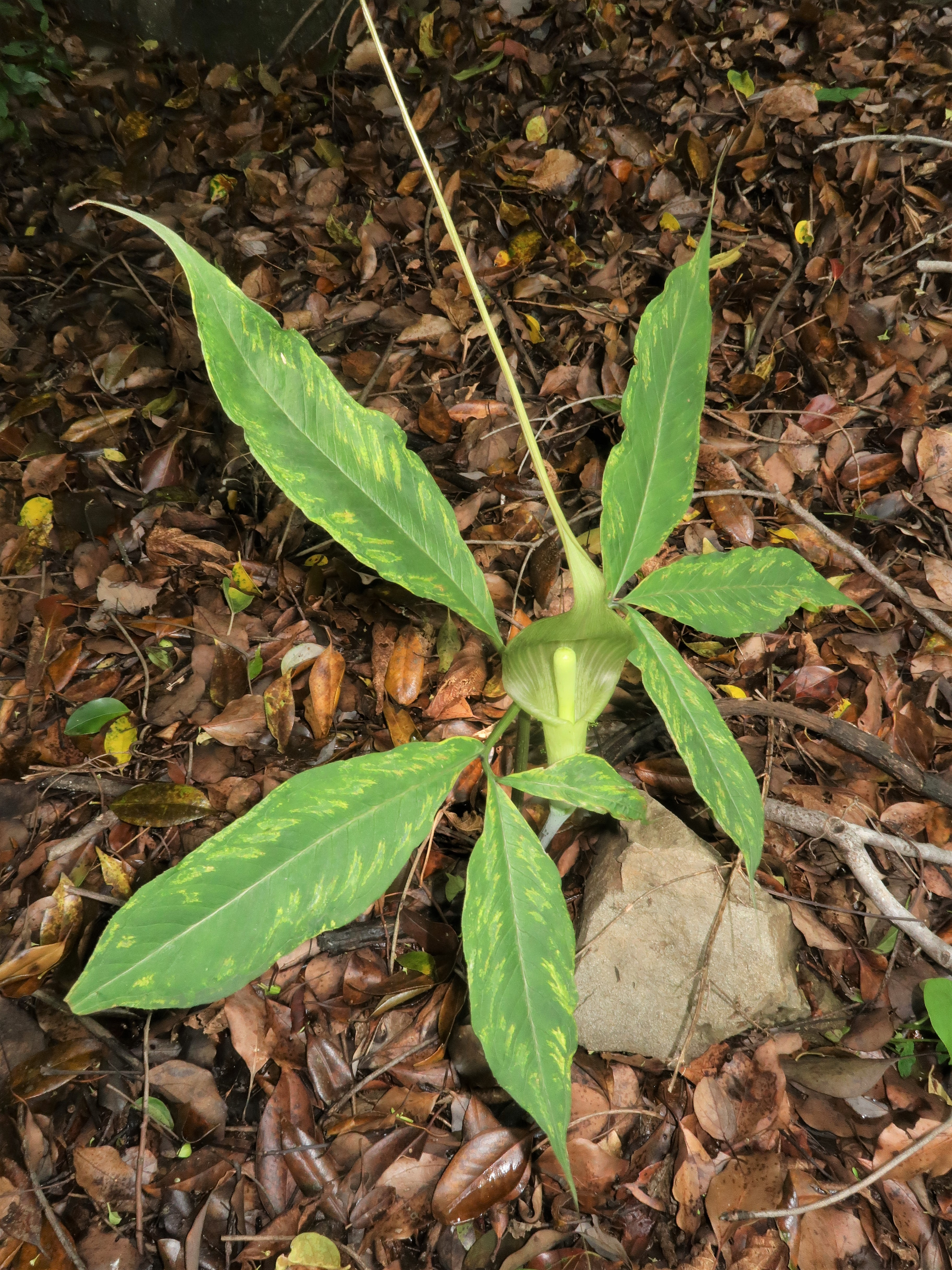
仏炎苞舷部先端を持ち上げて撮影。この個体の葉は1個。仏炎苞舷部の先端は細まって糸状に長く伸びて、長さ40cmに達する。花序付属体の先端はしばしば棍棒状に太まる。
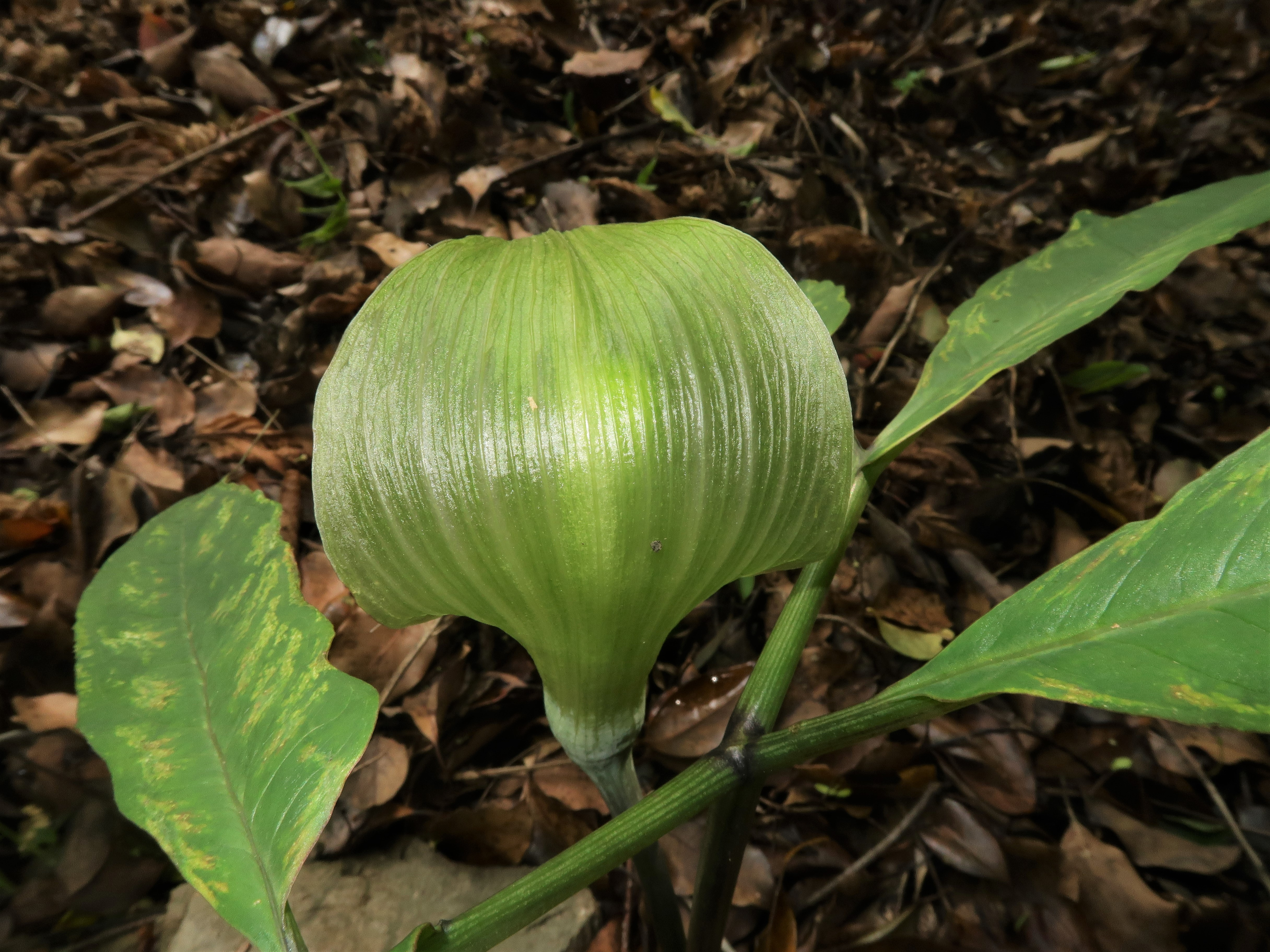
仏炎苞舷部を背後から撮影。仏炎苞が透けて花序付属体が見える。
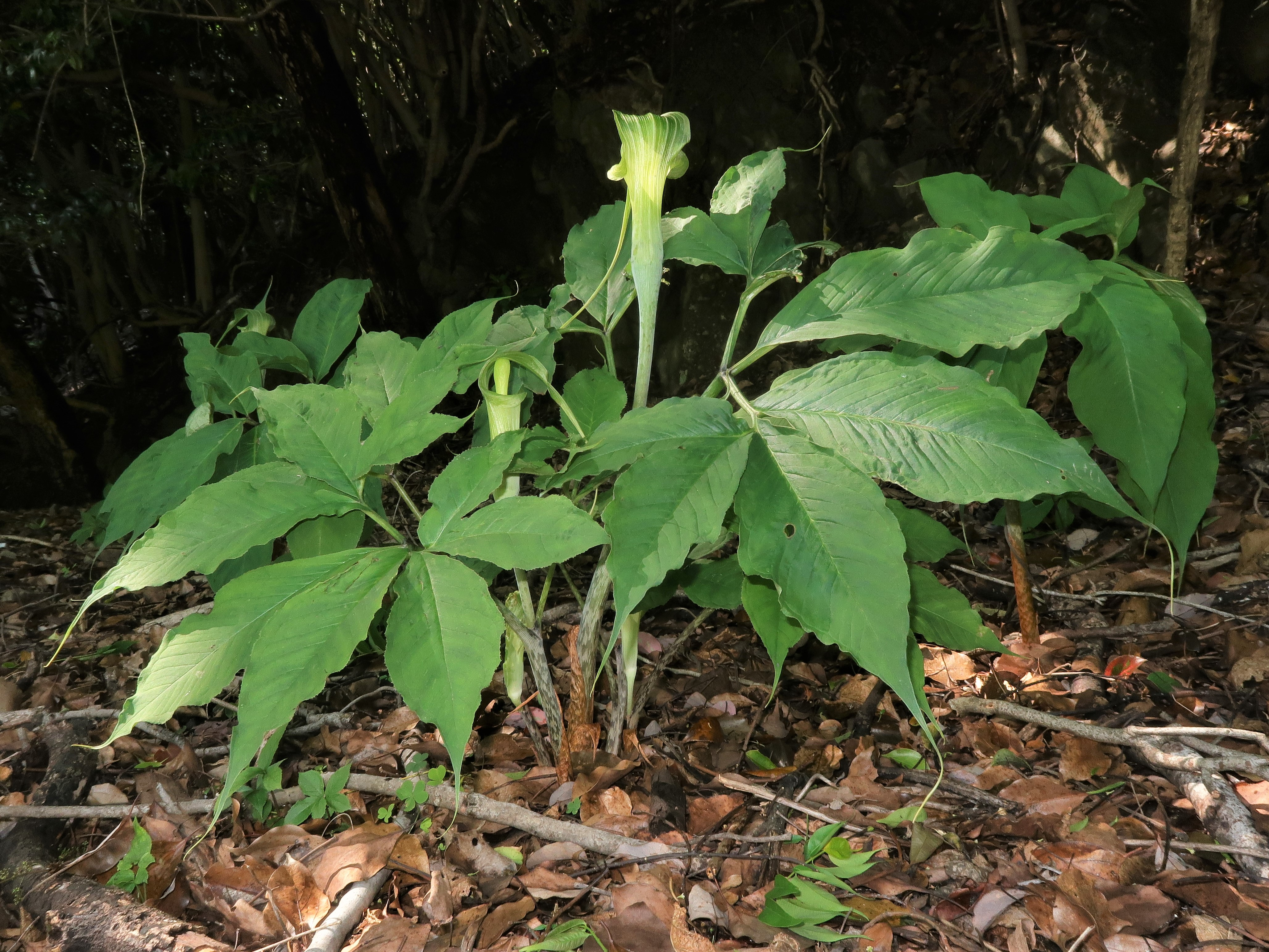
縁が不ぞろいな鋸歯縁の個体群。小葉の先端は急に細まり、更に糸状に伸びて垂れ下がる。
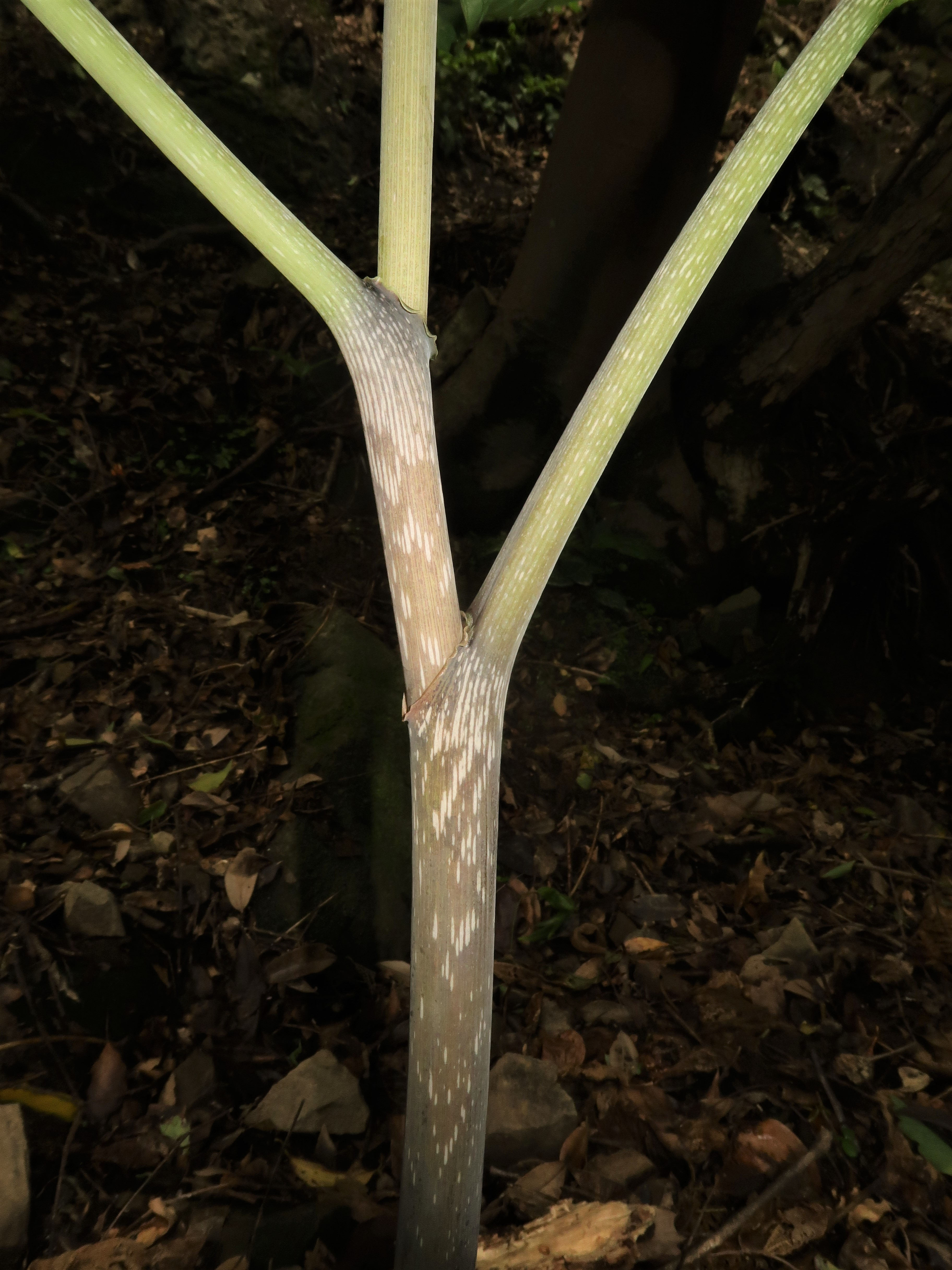
偽茎の開口部。襟状にやや開出する波状の襞がある。